# Наука в Польщі
Наука в Польщі – всі наукові дослідження та розробки, що проводяться в Польщі з точних наук, природничих наук, гуманітарних наук, технологій, мистецтва та філософії.

## Історія
Наука в середньовічній Польщі брала участь у вирішенні найважливіших проблем у той час, формулюючи свій власний підхід до етики і права, які відігравали важливу роль у розвитку науки. В епоху росіян польська наука призвела до коперниківської революції через астронома Миколая Коперника, який змінив парадигму, нові концепції людини і світу. У той час вона також була джерелом релігійної терпимості й ініціатором державних реформ. Наукові центри розвивалися в епоху бароко. У просвітництві наука була двигуном соціальних, освітніх і політичних змін. Під час війн польська наука і освіта стали одним з інструментів боротьби з загарбниками. Польські університети часто діяли у вигнанні, підтримуючи зв'язок з батьківщиною.
У міжвоєнний період наука стала основою прогресу, навіть досягнувши в деяких областях провідне місце у світовій науці. Під час Другої світової війни вчені були змушені діяти в підпіллі, а після її завершення наука (включена в соціалістичну тенденцію) стала формою відновлення країни..

## Наукова кар'єра
Вчений у своїй кар'єрі здобуває наукові ступені:
- доктора
- габілітованого доктора.

Кульмінацією наукової кар'єри є набуття звання наукового професора.

## Фінансування науки
У Польщі наукові дослідження фінансуються в основному з державного бюджету (гранти Міністерства науки і вищої освіти, у тому числі - на набуття чинності нових правил фінансування науки - кошти для власних досліджень університету). У цьому відношенні Польща відстає від західних країн, де приватні підприємства мають значну частку у збереженні наукової діяльності. Проте бюджетне фінансування також набагато більше на Заході, ніж у Польщі. Однак існують так звані треті сторони, наприклад, компанії, які співпрацюють з університетами, громадські фундації підтримки науки (Каса Мяновського та ін.). Важливим джерелом фінансування науки є Рамкові програми Європейського Союзу, а також інші міжнародні програми (наприклад, EUREKA).